# Newman Darby
Newman Darby (31 janvier 1928 - 3 décembre 2016) est un inventeur  américain, généralement connu pour l'invention de la planche à voile.
Il grandit en Pennsylvanie et commence à s'intéresser à l'aéronautique à l'âge de 12 ans. Son premier bateau coule à pic dans le fleuve  Susquehanna, mais il le recycle en refuge pour serpents.
Sa première conception de la planche à voile date de 1948 et constituait en un carré manœuvrable attaché à un catamaran. 
Plus tard, il crée une société à son nom, Darby Industries inc., avec sa femme ;  société qu'il voit obligé de cesser vers la fin des années 60 à cause de sa faible popularité.